# Spumaline
La spumaline est le nom donné à une matière proche de la kératine, synthétisé par certains invertébrés femelles, qui l'utilisent comme composant de la fabrication de l'enveloppe de leurs œufs, et/ou comme colle (par exemple utilisé par les poux pour coller leurs œufs sur les cheveux ou poils) et/ou comme vernis protecteur non-asphyxiant.

Chez les insectes (ex : chez la libellule Tetrathemis polleni ou chez divers papillon de nuit, ce matériau translucide est produit par la femelle pour coller ses œufs, pour protéger ses œufs du froid et de la pluie, mais aussi pour les protéger de certains prédateurs et de parasites. 
Ce produit a d'abord la forme d'une mousse d’abord translucide. Cette mousse s'oxyde en noircissant en moins de 24 heures(la couleur noire contribuant probablement aussi à réchauffer ce cocon d’œufs en hiver).

## Production
La spumaline est excrêtée par des glandes périanales dédiées (bursal glands pour les anglophones),
La quantité de spumaline produite pour protéger les œufs peut varier selon le contexte et notamment selon le type d'habitat 

## Exemples de papillons produisant de la spumaline
- Malacosoma disstria[8]
- Malacosoma americanum[9]

## Anomalies et indication
Normalement le revêtement de protection par la spumalline est homogène. Parfois le gainage semble avoir été recouvert en plusieurs étapes. Ces variations correspondent à des moments où la femelle a été interrompu dans sa ponte ou lors de la pose de la spumaline (à cause d'une pluie par exemple).